# Großsteingräber bei Wehm
Die Großsteingräber bei Wehm waren mehrere megalithische Grabanlagen unbekannter Zahl der jungsteinzeitlichen Trichterbecherkultur bei Wehm, einem Ortsteil von Werlte im Landkreis Emsland (Niedersachsen). Sie wurden im 19. Jahrhundert zerstört.

## Lage
Ein Grab, Hünensteine genannt, befand sich nördlich des Ortes bei Kalkes Veen. Elisabeth Schlicht erwähnt noch ein zweites Grab. Weitere Gräber unbekannter Zahl sollen sich auf dem „lüken Felde“ befunden haben. Südwestlich von Wehm liegen die Großsteingräber bei Lahn.

## Beschreibung
Das Großsteingrab Hünensteine war nach Johann Karl Wächter um 1840 bereits teilweise zerstört und bestand noch aus elf Wand- und zwei Decksteinen. Über Ausrichtung und Maße liegen keine Angaben vor. Der Grabtyp ist nicht sicher, aufgrund der Größe muss es sich aber um einen Großdolmen oder ein Ganggrab gehandelt haben.
Über die anderen Gräber liegen keine näheren Informationen vor.